# Feliks Kaczanowski
Feliks Kaczanowski (ur. 27 maja 1904 w Krakowie, zm. 7 września 1976 w Pruszkowie-Tworkach) – polski lekarz psychiatra, biegły sądowy ds. psychiatrii, wiceprezes Polskiego Czerwonego Krzyża w latach 1945–1948.

## Życiorys
Urodził się w rodzinie posła na sejm Kazimierza Kaczanowskiego herbu Ostoja, redaktora naczelnego czasopisma „Robotnik”. Był absolwentem Wydziału Lekarskiego na Uniwersytecie Jagiellońskim, po którego ukończeniu został skierowany na staż lekarski w szpitalu psychiatrycznym w Tworkach koło Pruszkowa. Po jego odbyciu związał z tą placówką resztę swojego życia, pracował tam przez czterdzieści cztery lata, z czego przez trzydzieści dwa jako dyrektor placówki. Podczas studiów działał w ZNMS „Życie”, później był członkiem Komitetu Dzielnicowego (KD) PPS Warszawa-Śródmieście. Podczas II wojny światowej należał do Socjalistycznej Organizacji Bojowej, RPPS i Armii Krajowej (był lekarzem batalionu AK w Pruszkowie), aktywnie angażował się w pomoc ludności żydowskiej – ukrywał w szpitalu dzieci i dorosłych, za co po wyzwoleniu został odznaczony Medalem Jerzego przez brytyjskiego króla Jerzego VI. W 1944 po upadku Powstania Warszawskiego pomagał w organizowaniu ucieczek z Dulagu 121 w Pruszkowie.
Funkcję dyrektora objął w czerwcu 1944, z jego osobą wiąże się odbudowę i rozwój szpitala tworkowskiego. Tuż po wyzwoleniu przy szpitalu powstała Klinika Psychiatrii Akademii Medycznej, a sześć lat później Instytut Psychoneurologii. W 1945 Feliks Kaczanowski zorganizował w odbudowywanym szpitalu pierwszy zjazd lekarski w wyzwolonej Polsce, było to Walne Zgromadzenie Towarzystwa Psychiatrów Polskich. Propagował terapię zajęciową, która pozwalała pacjentom na podjęcie pracy, a szpitalowi dawała siłę roboczą w piekarni, ogrodnictwie, drukarni i pracowni krawieckiej. 1 marca 1976 Feliks Kaczanowski przeszedł na emeryturę, ale otrzymał etat konsultanta ds. psychiatrii i nadal pracował. Zmarł w swoim gabinecie 7 września 1976, spoczywa na przyszpitalnym cmentarzu.
Poza pracą lekarską doktor Kaczanowski był biegłym sądowym ds. psychiatrii (w przypadkach, gdy wyrokiem miała być kara śmierci), opiniował badania w głośnych procesach m.in. Jerzego Paramonowa, prof. Tarwida i rodziny Zakrzewskich.
Od 1945 członek Polskiej Partii Robotniczej (PPR), członek Komitetu Miejskiego (KM) PPR w Pruszkowie. 1958-1969 przewodniczący Warszawskiego Zarządu Wojewódzkiego (ZW) Stowarzyszenia Ateistów i Wolnomyślicieli i członkiem Prezydium Zarządu Głównego (ZG), później przewodniczącym ZW i członkiem ZG Towarzystwa Krzewienia Kultury Świeckiej.
W wolnych chwilach Feliks Kaczanowski malował, jego obrazy znajdują się w kolekcjach prywatnych. Jego imieniem nazwano ulicę na osiedlu Malichy w Pruszkowie.

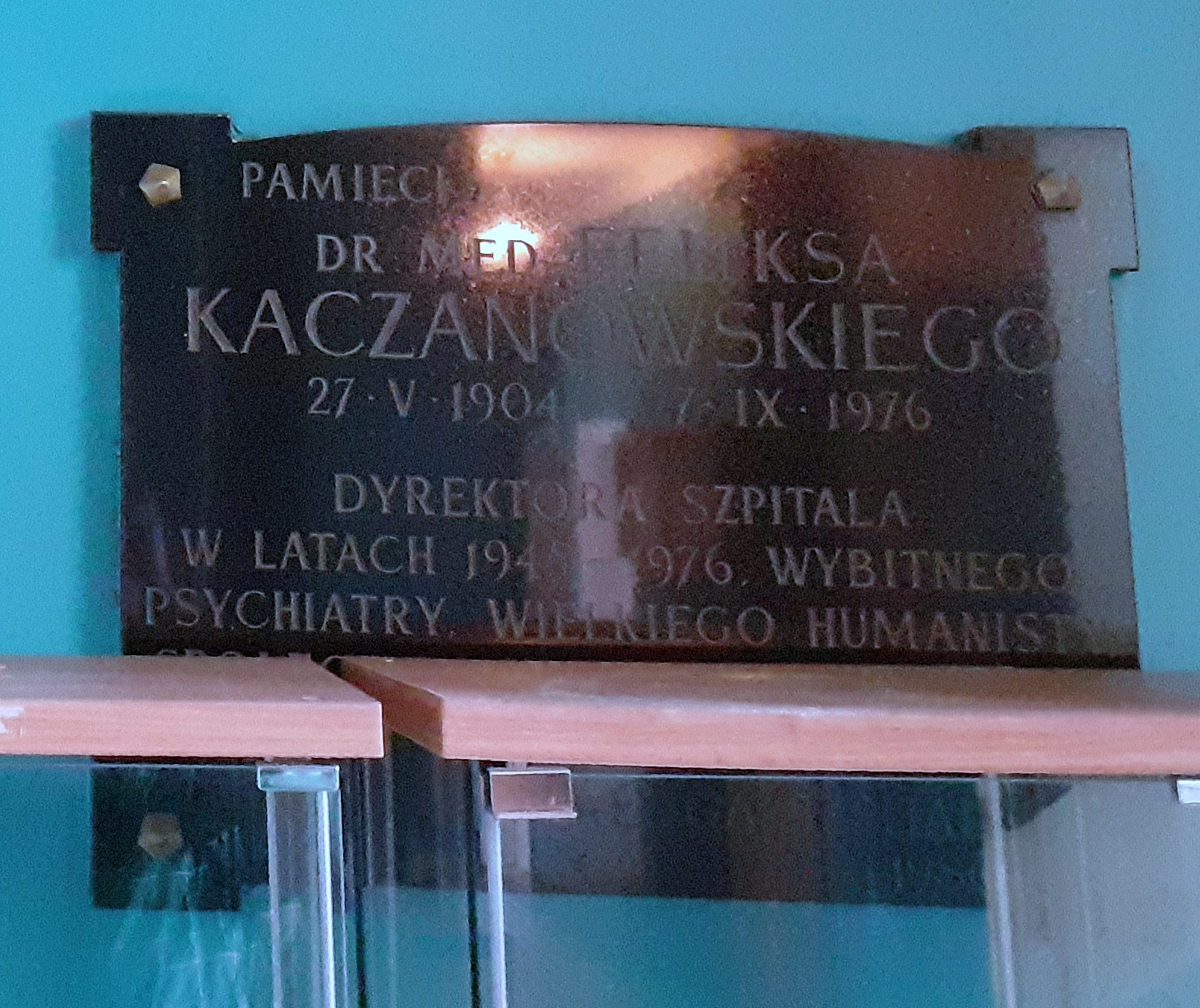
Tablica upamiętniająca Feliksa Kaczanowskiego w budynku dyrekcji szpitala w Tworkach

Był ojcem Witolda Kaczanowskiego – malarza i Feliksa Kaczanowskiego - leśnika. Jego siostra Anna została żoną Zenona Kliszki. 

## Odznaczenia
- Medal Jerzego
- Order Odrodzenia Polski II i III klasy (1946[1]).
- Order Sztandaru Pracy II klasy[2].
- Warszawski Krzyż Powstańczy (pośmiertnie)[3]
- Złota odznaka honorowa „Za Zasługi dla Warszawy” (1967)[4]